# John Sutton, 3. Baronet

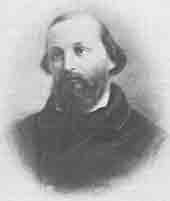
Sir John Sutton, 3. Baronet

Sir John Sutton, 3. Baronet (* 18. Oktober 1820 in Sudbrooke Holme, Lincolnshire, England; † 5. Juni 1873 in Brügge, Belgien) war ein britischer Adliger und Kunstmäzen. 

## Leben
John Sutton war das erste von insgesamt zwölf Kindern des Sir Richard Sutton, 2. Baronet (1798–1855) und seiner Ehefrau Mary Elizabeth Burton (1797–1842). Die Familie reicht bis ins 13. Jahrhundert zurück und gehörte zu den wohlhabendsten in England. Von 1834 bis 1836 war John Sutton Schüler des Eton College, anschließend erhielt er Privatunterricht. 1841 bis 1844 studierte er Klassische Altertumswissenschaft am Jesus College in Cambridge, seine Interessen galten aber hauptsächlich der Malerei, der Architektur und der Musik. Sutton, der selbst Klavier und Orgel spielte, begann in Cambridge mit der Arbeit an einem 1847 erschienenen Buch über die Orgeln Englands. Er fühlte sich besonders zur Kultur des Mittelalters hingezogen und wurde zum Kenner und begeisterten Anhänger der Gotik. Am 23. Dezember 1844 heiratete er Emma Helena Sherlock, die aber bereits einen Monat später – am 26. Januar 1845 – verstarb. Sutton blieb danach unverheiratet. Ende 1845 kehrte er nach Cambridge zurück, wo er die folgenden neun Jahre lebte. In dieser Zeit setzte er sich für die Restaurierung der aus dem 12./13. Jahrhundert stammenden Kapelle des Jesus College ein. Bis auf die Proben mit einem von ihm gegründeten Knabenchor und die Mitwirkung bei den Gottesdiensten in der Kapelle lebte er sehr zurückgezogen. Sutton holte mit Augustus Welby Northmore Pugin (1812–1852) den bedeutendsten Architekten des frühen viktorianischen Zeitalters nach Cambridge. Pugin machte ihn mit dem belgischen Baron Jean-Baptiste de Bethune bekannt. Bethune, der ebenfalls für den gotischen Baustil schwärmte und eine Werkstatt für die Ausstattung von Kirchen besaß, wurde ein lebenslanger enger Freund Suttons.
Sutton, der schon häufiger den Kontinent bereist hatte, verließ 1854 England und lebte seitdem in Belgien und Deutschland. 1855 konvertierte er zum katholischen Glauben. Beim Tod seines Vaters im November 1855 erbte er den Titel Baronet, of Norwood Park in the County of Nottingham, und die umfangreichen Ländereien der Familie. Die Einkünfte aus diesen Ländereien verwendete er zum Großteil für mildtätige Zwecke und Spenden an Klöster und Kirchen, unter anderem für die Gründung und den Unterhalt eines Priesterseminars in Brügge, das katholische Geistliche für die Arbeit in England ausbildete.

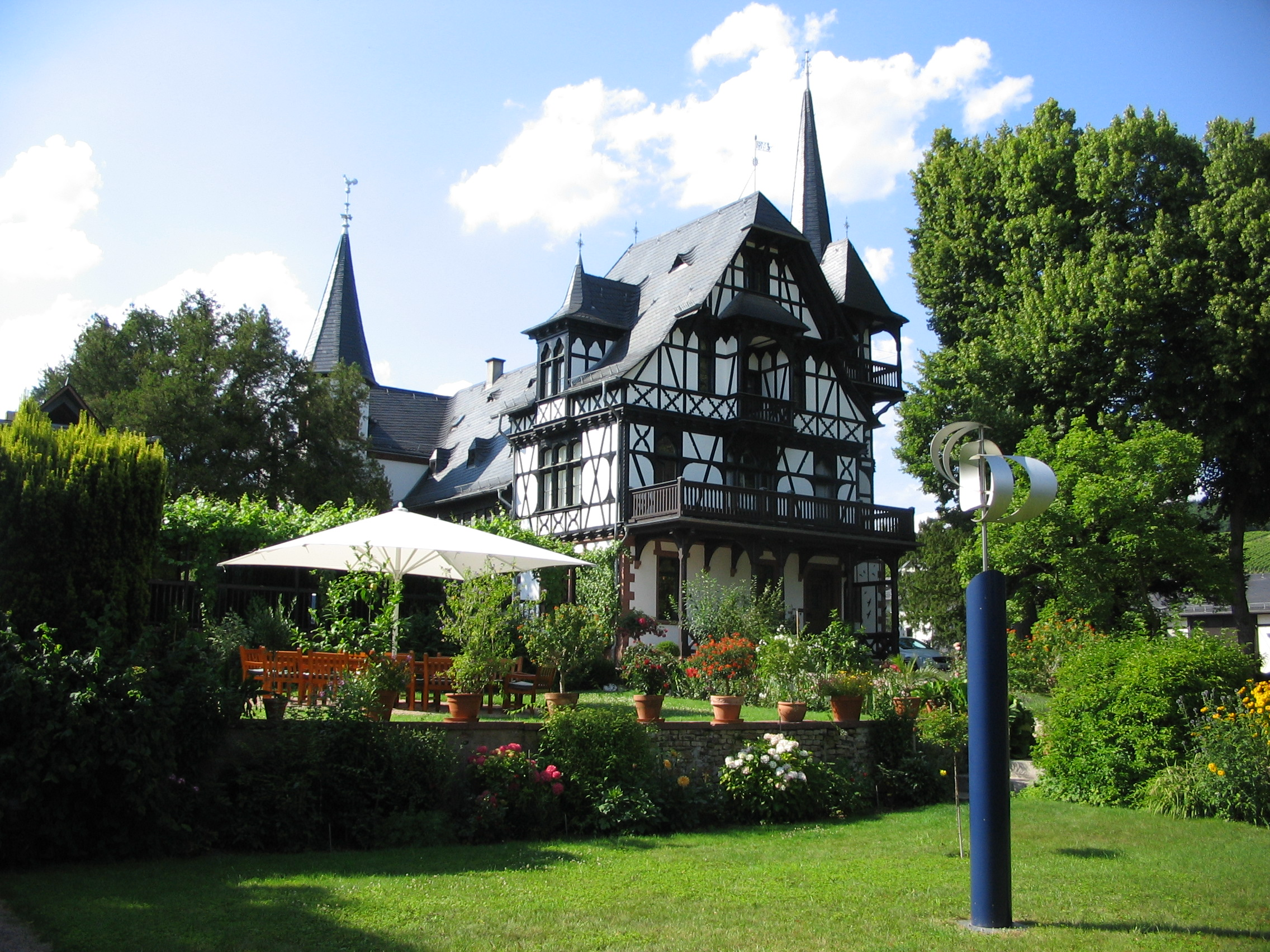
Die von John Sutton in Kiedrich erbaute Villa wurde nach seinem Tod Stammhaus des Weinguts Robert Weil

1857 kam Sutton zum ersten Mal in die kleine Winzergemeinde Kiedrich im Rheingau, in der sich zahlreiche gotische Überreste erhalten hatten. Zunächst ließ er die um 1500 erbaute, fast unbrauchbar gewordene Orgel von Orgelbaumeister Hooghuys in Brügge restaurieren. In den folgenden Jahren ermöglichte er mit großen Summen die Restaurierung der gotischen Pfarrkirche St. Valentinus. 1865 stiftete er eine Choralschule, um den Fortbestand des 1333 erstmals urkundlich erwähnten Chores zu sichern, der eine nur hier erhaltene Sonderform des Gregorianischen Chorals, den sogenannten „Mainzer Choraldialekt“, pflegt. Für die Kiedricher Chorbuben ließ er das Kiedricher Graduale herausgeben. Der Stiftungsauftrag wird durch das Bistum Limburg bis in die Gegenwart fortgeführt. Ein weiterer von Sutton gegründeter Knabenchor in Brügge musste ebenso wie das Brügger Priesterseminar seine Arbeit einstellen, als nach Suttons Tod die Geldmittel versiegten.
John Sutton setzte sich für die Restaurierung von Kirchen in England und für den Bau oder die Renovierung von Orgeln in England, Belgien sowie in Eltville, in Frauenstein und im Freiburger Münster ein. Zudem ließ er in Kiedrich mehrere Häuser für bedürftige Familien bauen. Auch in Brügge unterstützte John Sutton zahlreiche Arme. Von Papst Pius IX. wurde er 1870 für seine Verdienste um die Kirche zum Komtur des päpstlichen Gregoriusordens ernannt. 1867 wurde er High Sheriff der Grafschaft Nottinghamshire.
Am 5. Juni 1873 starb Sir John Sutton in Brügge. Am 2. November 1974 wurde sein Leichnam nach Kiedrich überführt und vom Limburger Weihbischof Walter Kampe in einem Ehrengrab auf dem Kirchhof beigesetzt. Da er keine Kinder hatte, fiel sein Baronettitel bei seinem Tod an seinen Bruder Richard Sutton (1821–1878) als 4. Baronet.

## Vermächtnis

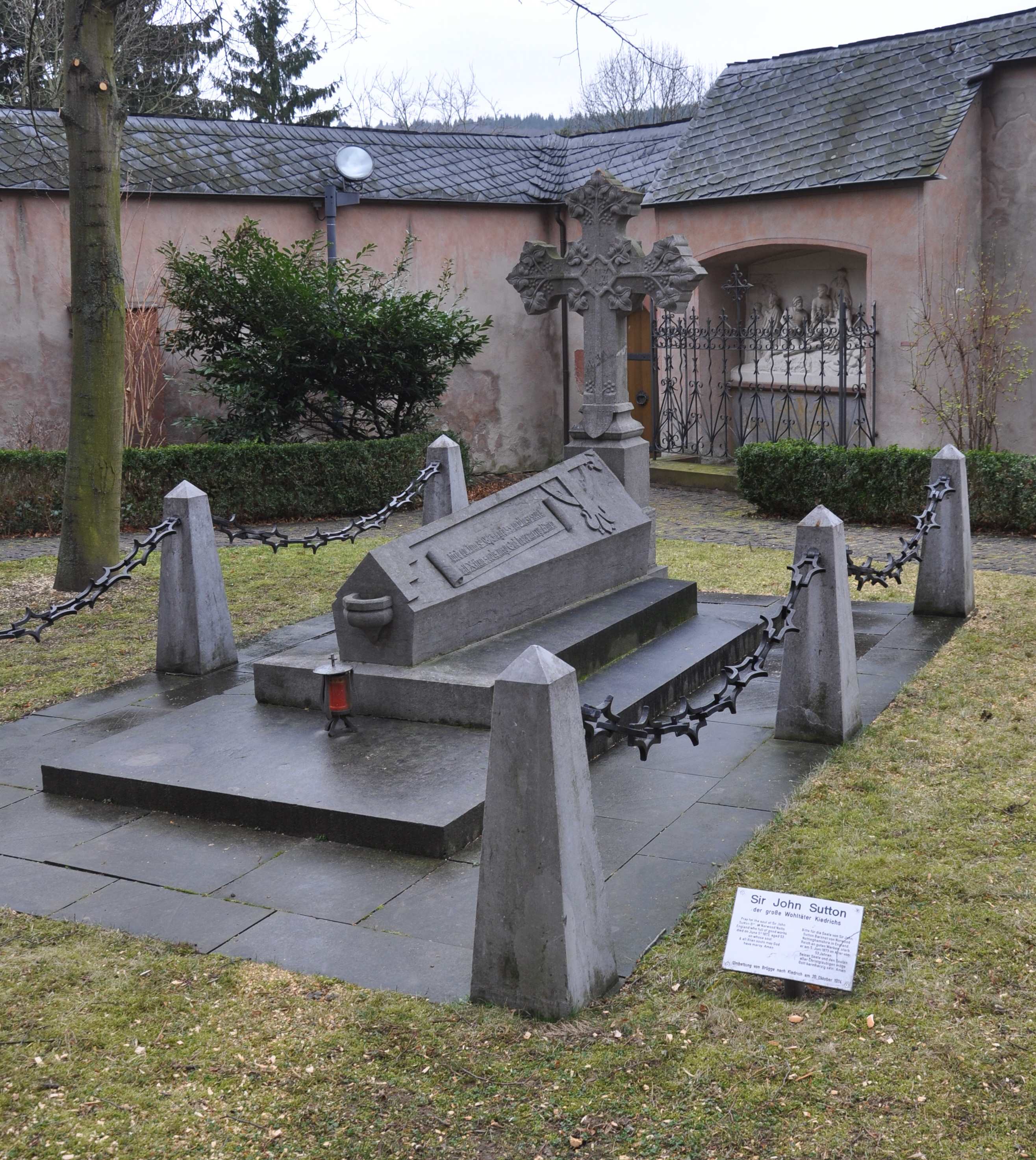
Grab in Kiedrich

Das Andenken an John Sutton wird besonders in Kiedrich lebendig gehalten, nicht nur weil er Stifter der dortigen Choralschule war und auch sonst erhebliche Geldmittel hier investiert hatte, sondern auch, weil er den Kiedricher Bürgern bewusst machte, dass ihr Ort eine einzigartige Prägung aus dem Zeitalter der Gotik aufweist, dass sie auf diese Besonderheit stolz sein können und dass es sich lohnt, diese Besonderheit zu bewahren.
Eine der Hauptdurchgangsstraßen in Kiedrich, die von der Pfarrkirche am Marktplatz nach Hausen vor der Höhe führt, wurde nach ihm Suttonstraße genannt. Die Grundschule des Rheingau-Taunus-Kreises in Kiedrich heißt John-Sutton-Schule.
Robert Weil, ein Bruder des damaligen Pfarrers und Chorregenten in Kiedrich, erwarb nach dem Tod von John Sutton im Jahr 1875 dessen Wohnhaus und baute hier ein Weingut auf. Das Andenken an Sir John Sutton wurde im Weingut Robert Weil von Generation zu Generation weitergegeben und auch gegenüber den Kunden gepflegt.